# 龙原府

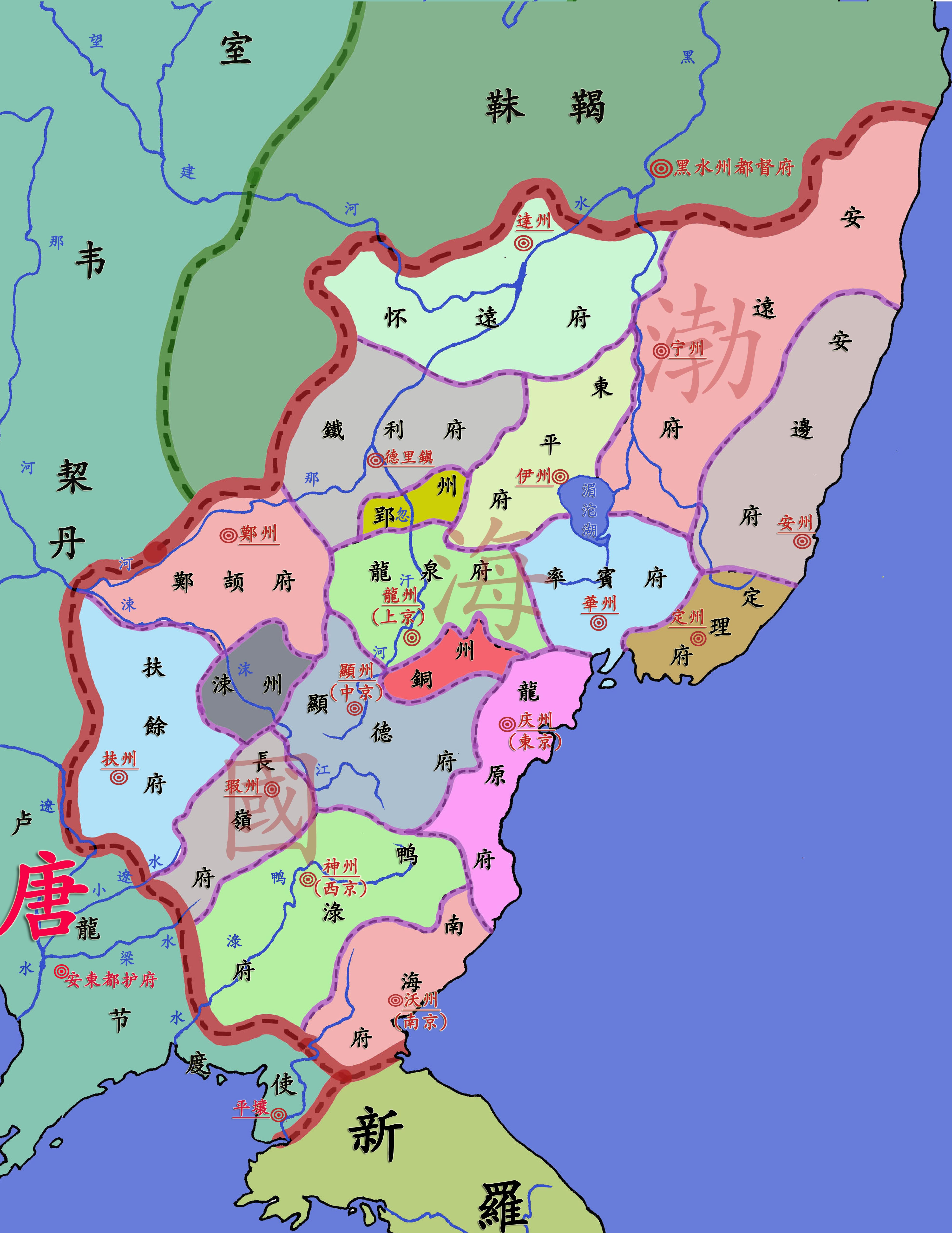
渤海國行政區劃

龙原府為遠東地區中世紀古國渤海国五都之一，稱東京，位於今吉林省珲春市八连城。本濊貊地，下辖庆州（龙原府治所）、穆州、盐州。辽国灭渤海，将龙原府庆州迁到今辽宁省凤城市，改称开州镇国军。统州三、县一：开远县，本栅城地，高句丽为龙原县，渤海因之，辽初废。辽圣宗东讨，复置以军额。民户一千。
现该址为八连城遗址，于2000年被中国国务院列为全国重点文物保护单位。